# Velbert
Velbert település Németországban, azon belül Észak-Rajna-Vesztfália tartományban. Lakosainak száma 82 462 fő (2023. december 31.). Velbert Essen, Heiligenhaus, Wülfrath, Wuppertal és Hattingen községekkel határos.

## Népesség
A település népességének változása:
| Lakosok száma | 95 942 | 83 525 | 84 579 | 82 061 | 81 984 | 81 593 | 82 445 | 82 462 |
|               | 1975   | 2013   | 2016   | 2017   | 2019   | 2021   | 2022   | 2023   |